# Estádio Municipal Ciccillo Matarazzo
O Estádio Municipal Ciccillo Matarazzo é uma praça esportiva localizada no município de Ubatuba, estado de São Paulo. O local foi inaugurado no dia 28 de outubro de 1972.

## História
O estádio foi construído pela Prefeitura local na década de 70 e inaugurado em 1972 durante a administração do prefeito Celso Teixeira Leite.  O nome do estádio foi uma homenagem a Francisco Matarazzo Sobrinho, também conhecido como Ciccillo Matarazzo, empresário das Indústrias Matarazzo e que foi prefeito de Ubatuba entre 1964 e 1969.
O local passou por várias reformas. Em 2007, o estádio recebeu obra de construção de uma pista de atletismo de seis raias para as disputas da modalidade nos Jogos Regionais.
A estrutura esportiva é constantemente utilizada para competições do futebol amador de Ubatuba e do Litoral Norte. O local também recebeu as competições de atletismo e futebol dos Jogos Regionais.